# Max Morell
Max Morell (* 3. Mai 1916 in Arbon als Max Reck; † 6. August 1994 in Winterthur) war ein Schweizer Schriftsteller, vor allem von Kriminalromanen. Er schrieb, bis er dreissigjährig war, vor allem unter dem Pseudonym Max Morell. Auch weil er heiraten wollte, übernahm er 1946 sein Pseudonym als bürgerlichen Namen. Er heiratete Anita, geb. Balzer, im Juli 1948 und bekam mit ihr 1960 eine Tochter.

## Leben
Max Morell (damals noch Max „Reck“) begann zunächst eine Lehre als Rechtsagent bei einem Rechtsanwalt, wurde dann jedoch Kaufmann. Später studierte er in Paris. Nach seiner Rückkehr in die Schweiz arbeitete er als Assistent und Reklameberater eines Naturarztes. Ab 1939 wurde er Soldat und betätigte sich im Heimaturlaub als Werbetexter und Reklameberater. In diesem Jahr veröffentlichte er, noch als Fred Morell, seinen ersten Kriminalroman (Das Phantom von London). Nach dem Krieg wurde er Journalist, dann Redaktor – um letztlich zur Schriftstellerei zurückzukehren. Erst in den Siebzigerjahren wurde er wieder Redakteur im Verlag Meier, Schaffhausen.

## Werk
Die Figur des Detektivs Paul Vanel zieht sich durch alle seine Kriminalromane. Vanel war ein schweizerischer Meisterdetektiv mit bewegter Vergangenheit, der autobiografische Züge des Autors trug. Die Fälle spielten dabei nicht nur in der Schweiz, sondern in aller Welt – selbst in entlegenen Teilen wie Mauritius. In den späteren Büchern entwickelte sich Vanel und war letztlich Leiter einer Agentur für internationale Ermittlungen in Hongkong. Mit seinem letzten Buch Finale in Bangkok lässt der Autor auch die Geschichte um seinen Detektiv enden.
Max Morell schrieb insgesamt 21 Bücher und 15 Heftromane. Die Heftromanserie Chez Morell handelte ebenfalls von seinem Detektiv. In der Serie erschienen jedoch auch einige der Science Fiction zuzuordnende Hefte – ein Genre, das in seinen Büchern völlig fehlt. Einige Bücher wurden unter dem Pseudonym Max Paul publiziert.
Vanel-Serie
Rückkehr ins andere Leben: Roman eines Abenteurers (1943)
Menschen in der Nacht (1943)
Klub der Wesenlosen (1943)
Die Geissel von Zürich (1943)
Menschen mit zwei Gesichtern (1944) 
Das Phantom-Kommando (1944)
Der Reigen der toten Zwerge (1945) 
Der Tod heiratet (1945) 
Vanel und die Hexer (1945)  
Gespenster-Schloss  (1945) 
Duell über der Schlucht (1963) (als Max Paul)
Finale in Bangkok (1977)

Andere Werke
Das Phantom von London (1939)  (als Fred Morell)
Madame verhext Zürich (1942) 
Sumpf - Mordfall Merk  (1944)  
Apartment-Hotel: Roman (1945)
Vier von der Tankstelle (1953) (als Max Paul)
Ein Auto voller Abenteuer: Roman für die Jugend (1959)  
Ferien im Paradies (1961)  (als Max Paul) 
Insel der Träume: Kriminalgeschichte (1977)